# BVIFA National Football League
BVIFA National Football League är högstaligan i fotboll på Brittiska Jungfruöarna, ligan grundades 2009 och den första säsongen sparkade igång samma år

## Mästare
- 2009/10 — Islanders
- 2010/11 — Islanders
- 2011/12 — Islanders
- 2012/13 — Islanders
- 2013/14 — Islanders
- 2014/15 — Islanders
- 2015/16 — Sugar Boys
- 2016/17 — Islanders
- 2018 — One Love United
- 2018/19 — Ej spelad
- 2019/20 —